# Su-27UBM1 (航空機)
 Su-27UBM1 / Су-27УБМ1
- 用途：多目的戦闘機
- 分類：練習戦闘機
- 製造者： 第558航空機修理工場（ロシア語版）
- 運用者： ベラルーシ空軍及び防空軍
- 初飛行：2005年
- 運用開始：2005年
- 運用状況：現役
- 原型機：Su-27

Su-27UBM1(ロシア語:Су-27УБМ1スー・ドヴァーッツァチ・スィェーミ・ウーベーエーム・アヂーン)は、ベラルーシ共和国の第558航空機修理工場がロシア連邦と共同で開発したSu-27UBのアップグレード型である。

## 概要

### 開発
Su-27UBM1は、Su-27の近代化改修型のひとつである。Su-27の複座練習戦闘機型であるSu-27UBをSu-30KNと同水準の多目的戦闘訓練機に改修するもので、2005年5月17日から20日にかけてミンスクで行われたMILEX 2005で初めてその姿を一般に現した。
ベラルーシでは、2001年より2010年を目標に空軍及び防空軍の装備機の近代化を目指していた。その主眼となる戦闘機の近代化改修作業は、当時保有した戦闘機のうち最も新しく能力の高いMiG-29とSu-27に対して実施されることとなった。
まず、最初に作業の実施されたの行われたのはMiG-29であった。MiG-29BMと名付けられた近代化改修機の初号機は、2003年に初飛行に成功した。その後、さらに重要度の高い戦闘機Su-27の近代化改修が実施された。この機体は、機体が大型で搭載能力に優れること、飛行航続距離がより長いことで、空軍及び防空軍の要求により合致した機体であった。近代化作業はロシアのSu-30をモデルに考案され、施工機体には複座のSu-27UBが選ばれた。近代化改修機は、2004年にSu-27UBM1の制式名称を与えられた。
Su-27UBM1は、イルクーツク航空製造連合の開発したロシア空軍向けのSu-27UBMの派生型となる機体で、ベラルーシのバラーナヴィチにある第558航空機修理工場で開発作業が実施された。開発には、Su-30を含むSu-27の各種派生型を製造しているロシアのイルクート科学製造会社のルースカヤ・アヴィオニカ設計局から派遣された技師が協力した。

### 性能
Su-27UBM1では、操縦室の情報統御システムや機体システムおよびエンジンのコントロール・パラメーター暗号装置、情報処理システムの近代化が実施された。
レーダーおよびレーザー測距装置の情報を表示する計器盤には、前後席にそれぞれ1基ずつカラー液晶ディスプレイMFDの導入が行われた。また、機体の主要電子機器の更新のため、最新のコンピューターや新しいプログラム装置が導入された。搭載電子機器の更新により、目標追尾能力の向上や多用途化、各種兵器の運用能力が最小限の経費で実現した。
搭載されたレーダーはN001の改良型に換装されて捜索距離の能力を高められ、空中の目標に加えて地上や海上の目標も捕捉できるようになった。また、N001の改良により搭載兵器の種類が増加され、多目的戦闘機としても十分な能力を有するに至った。運用可能な空対地ミサイルにはKh-29T、Kh-29L、Kh-31A、Kh-31Pが含まれ、空対空ミサイルにはR-77が新たに加えられた。
データリンクに関してもデジタル式のものの導入が行われた。
航法システムでは衛星航法システム、位置特定システムの改良が行われ航法精度を向上させている。エンジンについても制御装置の改良や自己診断装置の導入がおこなわれている。

### 配備
完成されたSu-27UBM1はベラルーシ空軍及び防空軍に配備された。ベラルーシでは、配備以降Su-27UBM1を年1回程度一般公開している。また、2006年に行われたロシアとの共同軍事演習「同盟の楯2006」(シチート・ソユーザ2006）にも、MiG-29BMとともに参加させている。この演習には、ロシア空軍からはSu-27SMやSu-30、A-50、Il-78、Tu-160、Mi-28Nなどが参加している。
2012年12月にはSu-27Pとともに運用を終了した。2013年2月にはベラルーシ国防相が同機は速やかに退役するであろうと述べた。
しかし2014年02月3日、ルカシェンコ大統領はSu-27の運用を止める事はないと発言し、Su-27の退役を否定した。

## Su-27UBM2
カザフスタンの依頼により同国が保有するSu-27UBKを改修した機体。Su-27UBM2の主要システムはUBM1に準じているが、一部が異なる。異なる点は主翼の補強によるパイロン数の増加（10→12）、サテライトMアクティブジャミングポッドおよびライトニング III照準ポッドの運用能力付加である。合計10機が改装された。

## スペック
- 翼幅：14.70 m
- 全長：21.94 m
- 全高：6.35 m
- 翼面積：62.04 m2
- 空虚重量：16,900 kg
- 通常離陸重量：24,140 kg
- 燃料搭載量：9,400 l
- 発動機：サトゥールン製AL-31Fターボファンエンジン ×2
- 出力：74.53 kg/s ×2(アフターバーナーなし)
- 出力：122.58 kg/s ×2(アフターバーナー使用時)
- 最高速度：2125 km/h
- 最高速度：1350 km/h(地表高度)
- 実用航続距離：3000 km
- 実用飛行上限高度：17500 m
- 耐G性能：8.5 G
- 乗員：2 名
- 固定武装：30 mm機関砲GSh-301 ×1(弾数150 発)
- 兵器搭載量：8,000 kgまで
- ハードポイント：10 ヶ所
- 搭載兵器：
  - 空対空ミサイル：R-27R1/ER1/T1/ET1、R-77 ×6、R-73E ×4
  - 対レーダーミサイル：Kh-31P
  - 空対艦ミサイル：Kh-31A、Kh-41「モスキート」、Kh-61「オーニクス」
  - 戦術ミサイル：Kh-29T
  - 誘導爆弾：KAB-500 ×8
  - 無誘導爆弾：FAB-500 ×8、FAB-250 ×16
  - ロケット弾：S-13 ポッド×6（122 mmロケット弾 ×30）、S-8 ポッド×6（80 mmロケット弾 ×120）